# 王庄寨镇
王庄寨镇，是中华人民共和国河南省商丘市民权县下辖的一个乡镇级行政单位。

## 行政区划
王庄寨镇下辖以下地区：
王南村、郝庄村、王北村、王子树村、王东村、赵庄村、冉楼村、尤庄村、尚楼村、吴屯村、刘庄村、李东村、韩大寺村、李西村、袁庄村、三合楼村、杨庄村、王庄村、马庄村、乔集村、前张村和后张村。